# Arfakdunrall
Arfakdunrall (Rallicula leucospila) är en fågel i familjen dunrallar inom ordningen tran- och rallfåglar.

## Utseende och läte
Arfakdunrallen är en medelstor ralliknande fågel med kastanjebrun kropp och mörka vingar med vita teckningar. Den delar utbredningsområde med kastanjedunrallen, men arfakdunrallen är något större med tvärbandade bakre flanker. Hane arfakdunrall utmärks vidare genom de vita teckningarna på vingarna, medan honan har något tvärbandad stjärt och fläckar i nacken. Lätet är ett ihärdigt kvackande.

## Utbredning och systematik
Fågeln förekommer i bergs- och skogsområden på västra Nya Guinea, på Vogelkophalvön. Den behandlas som monotypisk, det vill säga att den inte delas in i några underarter.

### Släktes- och familjetillhörighet
Arfakdunrallen och tre nära släktingar placerades tidigare i släktet Rallina, men genetiska studier visar att de inte är släkt med övriga Rallina-arter. Faktiskt står de istället nära de afrikanska dunrallarna som numera lyfts ut till en egen familj tillsammans med skogsrallarna på Madagaskar i släktet Mentocrex.

## Levnadssätt
Arfakdunrallen hittas i bergsskogar på medelhög höjd. Den är mycket snabb i rörelserna och svår att få syn på.

## Status
Arfakdunrallen har ett rätt stort utbredningsområde, men tros minska i antal, dock inte tillräckligt kraftigt för att anses vara hotad. Internationella naturvårdsunionen IUCN kategoriserar arten som livskraftig.

## Namn
Arten har tidigare kallats vitstrimmig rall på svenska, men har blivit tilldelat ett nytt namn av BirdLife Sveriges taxonomikommitté efter studier som visar att den egentligen hör till familjen dunrallar.